# Scutellospora coralloidea
Scutellospora coralloidea är en svampart som först beskrevs av Trappe, Gerd. & I. Ho, och fick sitt nu gällande namn av C. Walker & F.E. Sanders 1986. Scutellospora coralloidea ingår i släktet Scutellospora och familjen Gigasporaceae.   Inga underarter finns listade i Catalogue of Life.